# درون‌بین

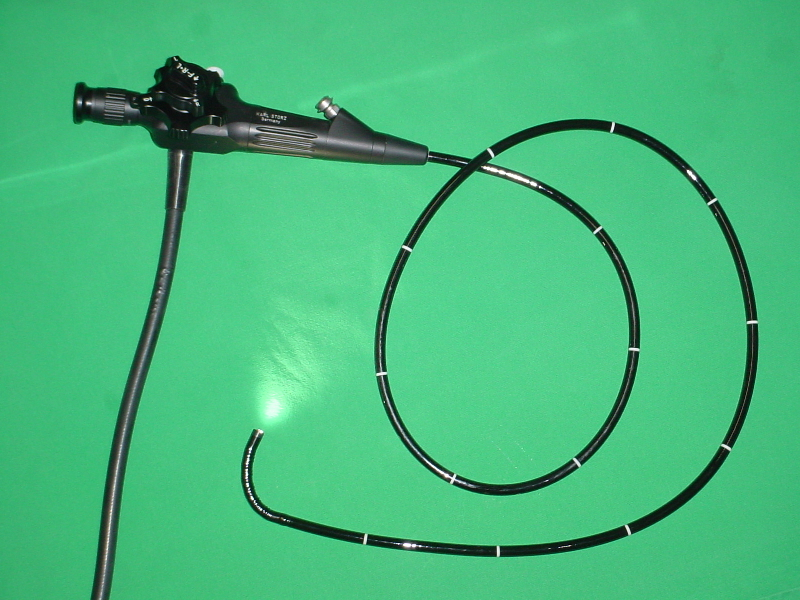
یک درون‌بین انعطاف‌پذیر

درون‌بین یا آندوسکوپ (به انگلیسی: Endoscope) ابزاری برای معاینه داخل مجراها و حفره‌های بدن است.
این ابزار لوله‌ای شکل است و در سرش دارای منبع نور، آینه و اغلب دوربین و ابزار بافت‌برداری می‌باشد. به صورت متداول، درون بین به وسیله‌ای گفته می‌شود که برای درون بینی قسمت های فوقانی دستگاه گوارش (( از مری تا دوازدهه )) به کار می‌رود، برای دیدن راست روده و روده بزرگ، از کولون بین و برای دیدن برونشها، از برونکوسکوپ استفاده می‌شود. گاه از درون بین به جز برای مشاهده، برای کاربردهای دیگر مانند نمونه برداری، برداشتن پولیپ و کوتر عروق خونریزی دهنده حتی لیزر توده سرطانی استفاده می‌شود.
دانشمندان در دانشگاه چینی هنگ کنگ دستگاهی به مراتب بهتر برای معاینه، آزاد کردن ریزربات‌های تحویل دارو یا نمونه‌برداری از بافت‌های دستگاه گوارش توسعه داده‌اند. این درون بین می‌تواند با کم‌ترین میزان درد و ناراحتی برای بیماران، کل روده باریک را در عرض 30 دقیقه معاینه کند. این وسیله توسط میدان مغناطیسی از خارج بدن واپایش می‌شود.